# مختار علي الزبير
مختار علي الزبير هو قائد الحركة الإسلامية الجهادية الصومالية: حركة الشباب المجاهدين (بالصومالية:Al Shabaab) 
ولد في 10 يوليو 1977 في مدينة هرجيسا. وكانت حركته تحكم أكثر أراض الصومال بالشريعة الإسلامية بعد أن نزعت أسلحة قطاع الطرق والميليشيات. قُتل في غارة جوية أمريكية بطائرة بدون طيار في 1 سبتمبر 2014 في جنوب الصومال، وخلفه في قيادة حركة الشباب المجاهدين أبو عبيدة الصومالي.